# Ulrich Jan Huber
Ulrich Jan Huber (Leeuwarden, 4 december 1752 - Den Haag, 23 maart 1804) was een Nederlands jurist en politicus.

## Familie
Huber, lid van de familie Huber, werd 29 december 1752 gedoopt in de Westerkerk in Leeuwarden als zoon van mr. Ulrich Herman Huber (1727-1767), advocaat, ontvanger-generaal van de florenen, en Catharina Berghuijs (1721-1778). Hij was een broer van Johannes Lambertus Huber. Hij trouwde in Zwartsluis met Wilhelmina de Vriese (1762-1813), uit dit huwelijk werden vier kinderen geboren.

## Loopbaan
Huber studeerde Romeins en hedendaags recht aan de Hogeschool van Franeker en promoveerde in 1775 op zijn dissertatie "De fictionibus in iure". Hij werd advocaat in Leeuwarden (1775-1783), raadsheer bij het Hof van Friesland (1783-1796) voor Zevenwouden en bewoonde de Princessehof, nu de hoofdingang van het keramiekmuseum. In 1802 werd hij raadsheer bij het Hoog Nationaal Gerechtshof (1802-1804).
Huber behartigde de Friese belangen bij de Tweede Nationale Vergadering (1797-1798), nadat zijn broer, lid van de Eerste Nationale Vergadering in opspraak was geraakt en zijn functie opgaf. Hij was lid van het lid Intermediair Wetgevend Lichaam (1798) en van de Tweede (1798-1799) en Eerste Kamer (1799-1801) van het Vertegenwoordigend Lichaam; hij was in beide Kamers tweemaal voorzitter.
Hij overleed in 1804, op 51-jarige leeftijd.
- Biografisch Portaal: 02397786
- International Standard Name Identifier: 0000 0003 9003 4409
- Nederlandse Thesaurus van Auteursnamen: 073927937
- Parlement.com: vg09llv7trda
- Virtual International Authority File: 283549690
- WorldCat: E39PBJt46hhpM6RkB6yX7m3mh3